# Влодзімеж Цімошевич
Влодзімеж Цімошевич (пол. Włodzimierz Cimoszewicz, * 13 вересня 1950, Варшава, ПНР) — польський державний і політичний діяч, юрист, дипломат. Віце-голова Ради Міністрів та міністр юстиції і генеральний прокурор (1993—1995), віце-маршал Сейму (1995—1996), голова Ради Міністрів (1996—1997), міністр закордонних справ (2001—2005), маршал Сейму (2005). В 1989—2005 був депутатом Сейму, Cенатор двох скликань Сенату (2007—2015), депутат Європейського парламенту (з 2019 року).
Керівник департаменту боротьби із корупцією в Агентстві модернізації України.

## Біографія

### Освіта і наукова діяльність
Народився 13 вересня 1950 року у Варшаві. Є випускником ХІХ варшавського Загальноосвітнього ліцею ім. Повстанців Варшави та Факультету права і адміністрації Варшавського університету 1972 року.
У 1978 році отримав докторський (Ph. D) ступінь доктора юридичних наук, спеціалізуючись у сфері публічного міжнародного права.
У 1972–1985 роках працював асистентом, потім ад'юнктом на Кафедрі міжнародних організацій Інституту міжнародного права Факультету права і адміністрації Варшавського університету.
У 1980—1981 був на стипендії Фулбрайта Колумбійського університету в Нью-Йорку. Почесний доктор Аппалачського університету та Університету Південної Кароліни (США).
З 2006 року працює викладачем Університету в Білостоку, де очолює Осередок закордонної політики на Юридичному факультеті.

### Політична діяльність в ПНР
Політичну кар'єру розпочав як діяч молодіжних організацій в Польській Народній Республіці. Був поміж іншими членом Союзу соціалістичної молоді в 1968—1973 роках, та Товариства польських студентів, у якому в 1972 році він був обраний головою локального осередку цієї організації у Варшавському університету. З 1971 до розпуску в січні 1990 року належав до Польської Об'єднаної Робітничої Партії. Під час роботи в університеті був секретарем університетського комітету партії. В 1985 році призупинив політичну активність, переїхавши до Калинівки Костельної на Підляському воєводстві, де перейняв у спадок аграрне господарство своїх тестів.
До політики повернувся після змін, започаткованих переговорами Круглого столу. В 1989 році вперше балотувався у парламентських виборах і був обраний депутатом Сейму зі списків ПОРП.

### Політична діяльність у Третій Республіці Польща

#### 1990—2005 роки
Балотувався як кандидат посткомуністів у перших демократичних і загальних президентських виборах у Польщі в 1990 році. Отримав 9,21 % голосів (1 514 025 голосів), займаючи 4-те місце.
Депутатський мандат мав від 1989 по 2005 рік, балотуючись в 1991, 1993, 1997 та 2001 роках зі списків Союзу Демократичної Лівиці (СЛД). В 1990–1991 роках очолював фракцію лівиці у Сеймі. Не вступив до створеної в 1990 році Соціал-демократії Республіки Польща. В 1991 році відмовився очолити фракцію Демократичної Лівиці, протестуючи проти надання депутатського мандату Лешеку Міллеру, замішаного у справу так званої «московської позики». З 1992 по 1996 рік був членом Парламентського союзу Ради Європи. В 1999 році вступив до новоствореної партії — Союзу Демократичної Лівиці.
В другому уряді Вальдемара Павляка отримав посаду віце-голови Ради Міністрів та міністра юстиції і генерального прокурора. Ці функції виконував з 26 жовтня 1993 року до 1 березня 1995 року. Був ініціатором урядових антикорупційних кроків, що запам'яталися під назвою «чисті руки». У результаті проведених перевірок назвав у жовтні 1994 року прізвища осіб, що займали урядові посади та водночас перебували у наглядових радах суб'єктів господарчого права.
Після зміни уряду в 1995 році був вибраний віце-спікером (віце-маршалом) Сейму. Ці функції виконував до 1996 року. Після обрання президентом Александра Кваснєвського перейняв від нього посаду голови Конституційної комісії Національних Зборів (на 2 місяці).
Після відставки Юзефа Олекси з функції прем'єр-міністра Кваснєвський доручив 1 лютого 1996 року Влодзімєжові Цімошевичу створення нового кабінету, котрий був приведений до присяги 7 лютого 1996 року.
У жовтні 1996 року призначений головою (в ранзі міністра) новоствореного Комітету європейської інтеграції, відповідального за підготовку Польщі до переговорів про вступ Польщі до Євросоюзу. Ці функції виконував до 31 жовтня 1997 року.
Після повторного виграшу лівої коаліції СЛД-УП-ПСЛ отримав посаду міністра закордонних справ в уряді Лешека Міллера. Цю посаду займав із 19 жовтня 2001 року. Його підпис біля підпису прем'єр-міністра стояв під Трактатом про Вступ Республіки Польща до Європейського Союзу, підписаного від імені Польщі в Афінах 16 квітня 2003 року. Після відставки уряду посаду міністра зберігав також у двох урядах Марека Белькі — з 2 травня 2004 року до січня 2005 року, коли був відкликаний у зв'язку з балотуванням на посаду маршала Сейму.
В 2004 році був одним із творців проекту постанови «Досить самоомани», проголошеної Марком Боровським на всепольській конференції СЛД. У цій постанові група з десяти політиків партії скритикувала внутрішню політику Союзу. Невдовзі усі поза Цімошевичем вийшли із партії, переходячи до новозаснованої Польської соціал-демократії. У липні 2005 року Влодзімєж Цімошевич відмовився балотуватися до наступного парламенту, відходячи від партійної активності.
5 січня 2005 року після прийняття Сеймом відставки Юзефа Олекси з посади маршала Сейму Влодзімєж Цімошевич був обраний третім маршалом Сейму IV скликання. Його контркандидатом був Йозеф Зих, котрого переміг з перевагою в 4 голоси (223:219).

#### Президентські вибори в 2005 році
18 травня 2005 року публічно оголосив, що не буде висувати свою кандидатуру на посаду президента, що планувалися того ж року. Але 28 червня змінив думку та задекларував свій старт у виборах. Своє рішення обґрунтував впливом виборців. До відмови від рішення про закінчення політичної кар'єри намовляв його також президент Кваснєвський.
Хоч залишався членом СЛД і парламентської фракції, балотувався як незалежний кандидат. 3 липня на виборчій конвенції СЛД отримав підтримку партії на виборах, підтримали його також Унія Лівиці Третьої РП, Федерація молодих соціал-демократів та Фонд дружини президента Кваснєвського Йоланти Кваснєвської «Порозуміння без перешкод». Виборчий комітет очолила Йоланта Кваснєвська, а виборчий штаб депутатка Катажина Пєкарська.
Після проголошення балотування був викликаний до слідчої комісії щодо PKN Orlen. Слухання відбулися 30 липня 2005 року. Внаслідок слухань слідчі озвучували можливість подати Цімошевича до Конституційного Суду, але до цього не дійшло.
14 вересня 2005 року Влодзімєж Цімошевич оголосив про відмову від участі у виборах президента та відходу від публічного життя. Приводом для цього рішення назвав атаки з боку політичних опонентів на нього самого та на його родину. Безпосереднім чином вплинула на це справа Анни Яруцької.

#### Діяльність після 2005 року
У парламентських виборах 2007 року балотувався до Сенату, отримав мандат в Білостоцькому окрузі як єдиний незалежний кандидат.
На початку березня 2009 року Рада Міністрів запропонувала його кандидатуру на посаду генерального секретаря Ради Європи. 15 квітня відбулися слухання, у котрих взяли участь також його конкуренти Люк Ван ден Бранд, Матіяс Еверс та колишній прем'єр-міністр Норвегії Турб'єрн Ягланд, котрий разом із Цімошевичем пройшов до ІІ туру виборів. Голосування відбулося 29 вересня 2009 року, Цімошевич програв Ягланду у співвідношенні голосів 80:165.
У червні 2010 року перед першим туром президентських виборів підтримав кандидатуру Броніслава Коморовського.
У парламентських виборах 2011 року вдруге потрапив до Сенату, де увійшов до Кола незалежних сенаторів. У Сенаті VIII скликання очолив Комісію закордонних справ. У грудні 2011 року виключений з партії СЛД.
Був сенатором до 2015 року. Того року не висунув кандидатуру на виборах до Сенату, натомість у 2019 році виграв вибори до Європейського парламенту в четвертому окрузі, будучи кандидатом від «Європейської коаліції».

#### Агентство модернізації України
У березні 2015 року Влодзімеж Цімошевич — один з найвідоміших політиків в Польщі, який, за останні 25 років, займав практично всі найвищі державні посади в країні: генерального прокурора, міністра закордонних справ, глави Сейму, прем'єр-міністра очолив напрямок боротьби з корупцією в Агентстві модернізації України.
|                                                                                        | Ми всі знаємо якою проблемою є корупція в Україні сьогодні. Після проблеми російської агресії це друга найбільш важлива проблема, яка стосується України. Ми всі знаємо, якими тяжкими є наслідки корупції. Дуже важливо переконати простих пересічних українців, що є шанс впоратись із цією проблемою. Мене попросили дати авторські рекомендації, щоб допомогти в боротьбі з корупцією в Україні, і я це зроблю. |
| — Влодзімеж Цімошевич, Промова на форумі "Україна завтра"(2015/03/03, Відень, Австрія) | |

Разом із командою відомих європейських політиків та експертів у складі департаменту протидії корупції Агентства модернізації Влодзімеж Цімошевич до вересня 2015 року має розробити комплекний майстер-план реформ, необхідних Україні.

## Нагороди
- 2002 — Орден Білої зірки І ступеня (Естонія)
- 2005 — Великий Хрест Ордену «За Заслуги перед Литвою» (Литва)
- 2009 — Медаль Заслуженого для Толерантності Фонду «Екуменічна толерантність»
- Орден Заслуги Французької Республіки
- Орден Заслуги Грецької Республіки

## Особисте життя
Є сином Ренати і Мар'яна Цімошевичів. Мати походила з Волині, а родина батька із Волковиська в Білорусі, звідки під час Першої світової війни внаслідок «біженства» потрапила до Симбірська, де народився Мар'ян Цімошевич. Батько Влодзімєжа Цімошевича був професійним військовим, брав участь в Другій світовій війні. З 1972 року Влодзімєж Цімошевич одружений з Барбарою Апонович, із котрою мають двоє дітей: Малґожату і Томаша.
З 1985 року має 20 гектарів аграрного господарства в Калинівці Костельній в Підляському воєводстві.
Атеїст.

### Відео
Влодзімеж Цімошевич: корупція і війна - дві головні проблеми України на YouTube